# Yim Tin Tsai (Tai Po)
La isla Yim Tin Tsai (en chino: 鹽田仔: literalmente "Pequeño campo de sal")  es una isla de la Región administrativa especial de Hong Kong, situada en el Puerto de Tolo, en la República Popular de China.
Yim Tin Tsai se encuentra forma parte de la frontera sur de la ensenada de Plover. Se conecta a la parte continental en el norte por un camino, que conduce al urbanismo de Beverly Hills (en Hong Kong), y a la isla de Ma Shi Chau, en el este por un tómbolo que sólo es accesible cuando la marea está baja. La nueva ciudad Sam Mun Tsai (三門仔新村) y el pueblo pesquero de Luen Yick (聯益漁村) se encuentran en el norte de la isla. Los dos pueblos se encuentran al frente del refugio contre tifones de Shuen Wan (船灣避風塘).